# Carvalhal (Bombarral)
Carvalhal ist eine Gemeinde (Freguesia) im portugiesischen Kreis (Concelho) von Bombarral. In ihr leben 2393 Einwohner (Stand 19. April 2021).
Die erfolgreiche Telenovela Bem-vindos a Beirais (dt.: Willkommen in Beirais) des öffentlich-rechtlichen Fernsehsenders RTP, die in einem fiktiven Dorf Beirais spielt, wird hier gedreht.

## Verwaltung
Carvalhal ist Sitz einer gleichnamigen Gemeinde.
Folgende Ortschaften liegen in der Gemeinde:
- A-dos-Ruivos
- Barrocalvo
- Barro Lobo
- Bom Vento
- Carvalhal
- Casais do Avenal
- Casal Cigano
- Casal da Eira da Pedra
- Casal Frade
- Casal do Queijo
- Centieiro
- Rossio do Carvalhal
- Saimouca
- Salgueirinha
- Salgueiro
- Sanguinhal
- Sobral do Parelhão
- Tourinha

Dazu kommen einige Landgüter (port.: Quintas), insbesondere die Quinta da Granja und die zur Parkanlage Buddha Eden Park ausgebaute Quinta de Loridos.